# Ehekarussell

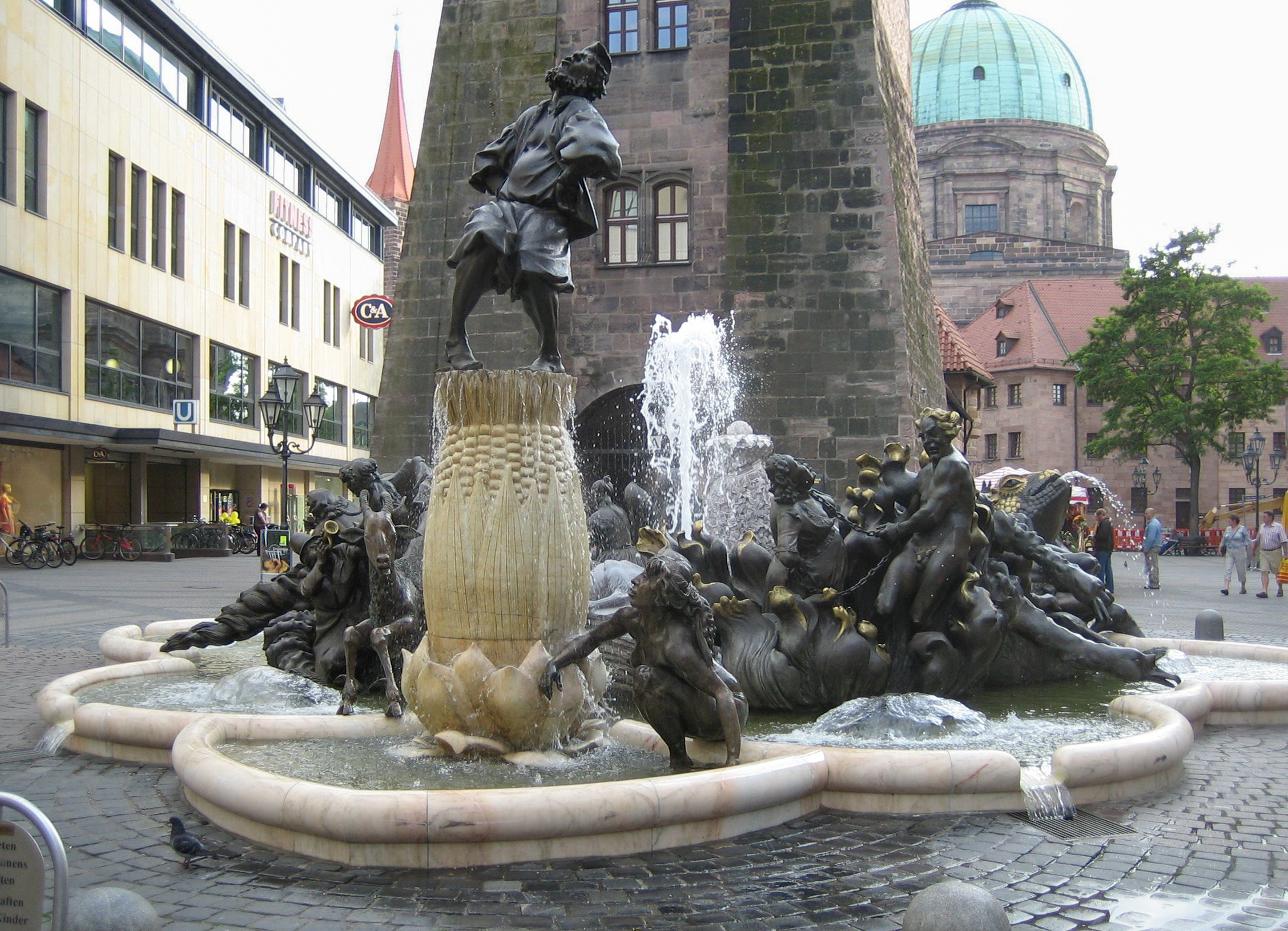
Ehekarussell, dahinter der Weiße Turm. Rechts im Hintergrund die Kuppel der Elisabethkirche.

Ausschnitt

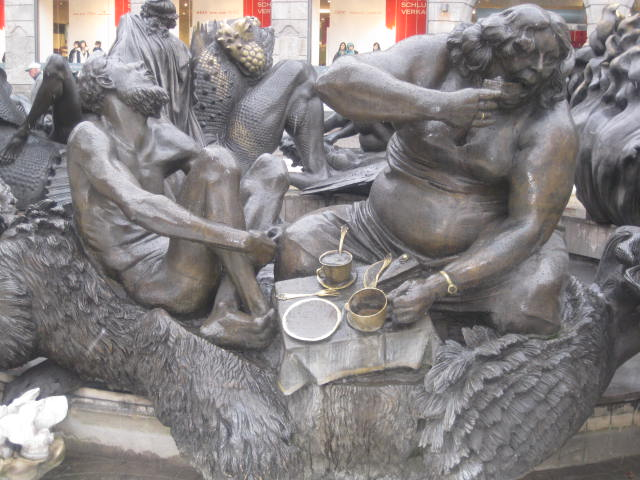
Ausschnitt

Das Ehekarussell (auch Ehebrunnen genannt), eigentlich Hans Sachs-Brunnen, ist ein großflächiger Architekturbrunnen in Nürnberg. Er befindet sich unmittelbar vor dem Weißen Turm in der Fußgängerzone im Nürnberger Stadtzentrum.

## Geschichte
Der Brunnen wurde im Auftrag der Stadt Nürnberg in den Jahren 1977 bis 1981 von dem Braunschweiger Bildhauer Jürgen Weber gestaltet und 1984 aufgebaut. Das aufreinigende Wasserspiel wurde am Leichtweiß-Institut der TU Braunschweig (Prof. Alfred Führböter) entwickelt. Anlass war ein kreisrunder U-Bahn-Entlüftungsschacht, der sich in der Mitte des Brunnens verbirgt. Vom damaligen Nürnberger Baureferenten Otto Peter Görl stammte die Idee, die Schachtöffnung mit einem Brunnen zu kaschieren.
Wegen der expressiven figürlichen Darstellungen, die von Teilen der Bevölkerung und der Presse als teils drastisch vulgär angesehen wurden, aber auch wegen erheblicher Budgetüberschreitungen war das Kunstwerk zunächst heftig umstritten. Der Streit über den Künstler, dem „pseudobarocker Sensualismus“ vorgeworfen wurde, flammte erneut mit der Aufstellung des Narrenschiffbrunnens, ebenfalls von Weber, im Jahr 1988 auf. Der Brunnen gilt jetzt als eines der bedeutendsten neuzeitlichen Kunstwerke in der Stadt und als touristische Attraktion.

## Beschreibung

### Brunnenarchitektur und Figurenprogramm

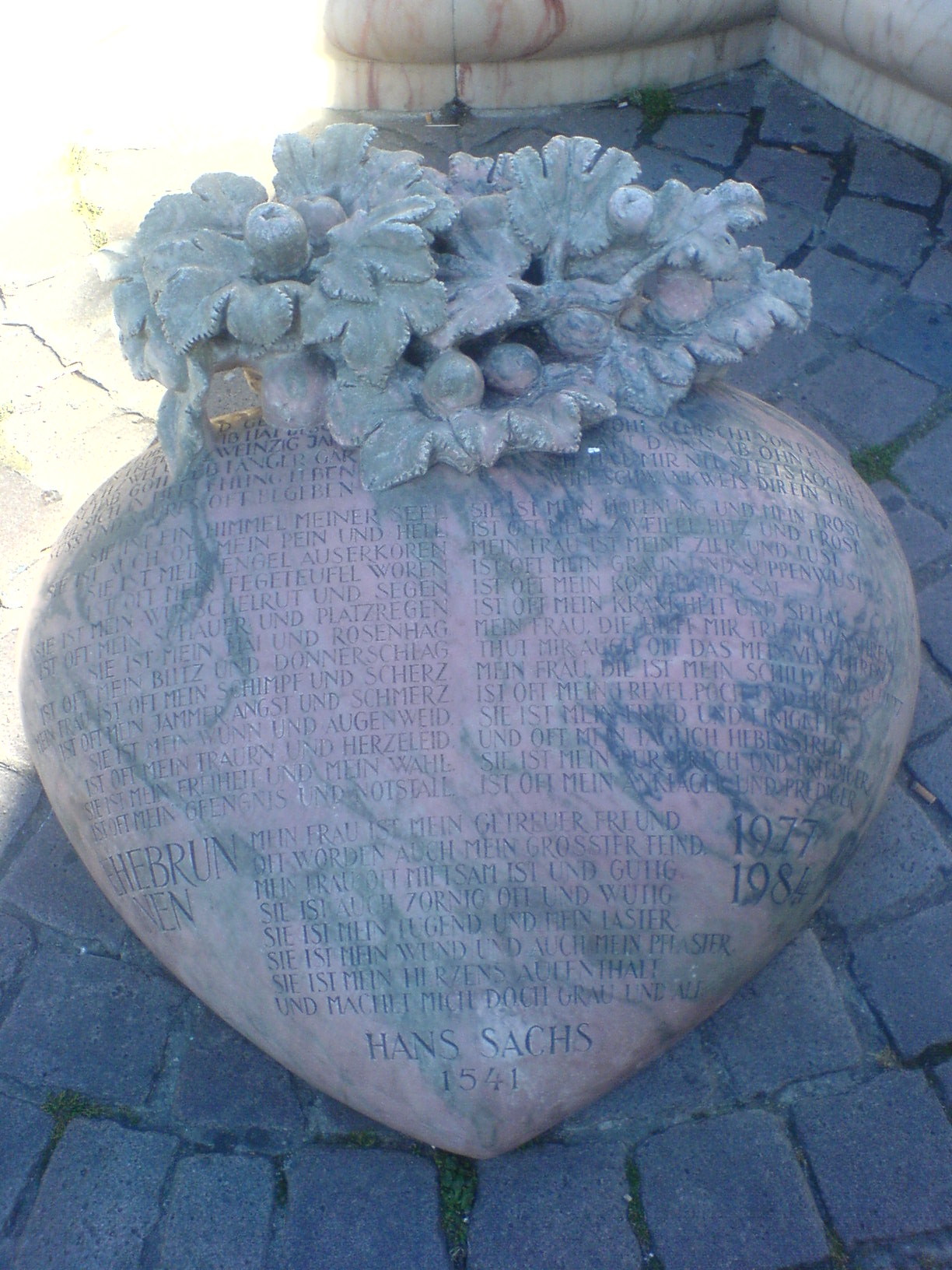
Gedicht

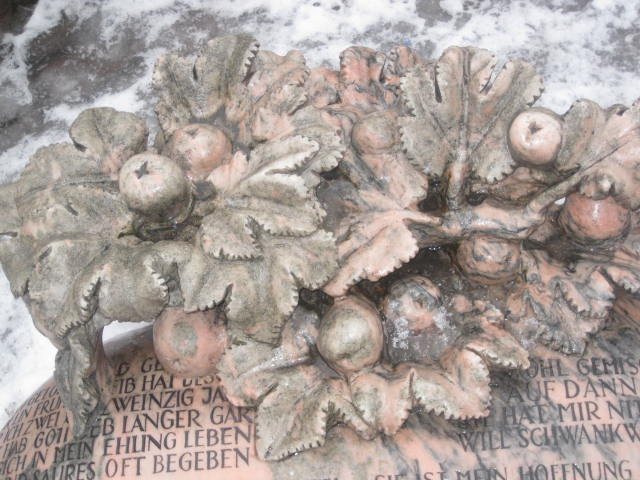
Detail: Herz mit „Rosenstock“, gearbeitet aus grün-rosa gemasertem Marmor

An das für die Frau des Dichters geschriebene Gedicht Das bittersüße eh’lich’ Leben von Hans Sachs angelehnt, zeigt der Brunnen in sechs überlebensgroßen Figurengruppen bildhaft überzeichnet die unterschiedlichen Szenen aus dem Auf und Ab des Ehelebens – von der ersten leidenschaftlichen Liebe über Ehestreit bis zum Tod. Der Brunnen besteht aus bemalten und zum Teil feuervergoldeten Bronzefiguren. Auf einem Podest ist auch der Verfasser des themengebenden Textes, Hans Sachs, dargestellt.
Die barockisierende Beckeneinfassung besteht aus weißgrauem Marmor, Teile der Basis sind aus farbigem Marmor. Die Marmorskulptur Rosenstock auf der Westseite besteht aus grün und rosé gemaserten portugiesischem Marmor. Weber hat aus den grünen Sedimenten die Rosenblätter herausgearbeitet, aus den roséfarbenen die Blüten.

### Heutiger Zustand
Die Brunnenanlage hat durch das Besteigen und Beklettern vereinzelt Schäden davongetragen, insbesondere kleinere Abbrüche an den Marmorteilen. Die Feuervergoldung ist größtenteils abgerieben. Das vom Künstler entworfene Eisengitter um den Brunnen – das auch vor Vandalismus geschützt hätte – wurde von der Stadt Nürnberg nicht in Auftrag gegeben.